# Храм Метехи
Црква Успења Богородице у Метехију (груз. მეტეხის ღვთისმშობლის შობის ტაძარი), познат једноставно као Метехи, је грузијска православна хришћанска црква која се налази на левој обали реке Куре. Налази се на литици Метехи насупрот старог града Тбилисија. Већи део постојеће структуре датира из средњег века и изграђен је између 1278. и 1289. године нове ере под владавином грузијског краља Деметријуса II од Грузије,   иако усмено предање прати Метехијево порекло даље од 5. века.

## Опис
Пратећи традицију у грузијској архитектури складног односа храмова са околним природним пејзажом, црква Метехи је изграђена да изгледа као растући наставак литице, видљив са многих тачака града. Крстасто-квадратна црква заузима површину од 20 × 16 метара и донекле је издужена по вертикали. Источна фасада има три конвексне апсиде, од којих је централна апсида највећа. Ништа слично није познато међу црквама 11-13. века, што је чини прилично јединственом. Куполу са тамбуром изнутра држе четири стуба, што је такође архаичније обележје (два стуба после 11. века), као и полукружни избочини на стубовима. Обновљени су у 16-17 веку.
Зашиљени лукови испод куполе датирају из 16-17. Тамбур је оштећен громом у 17. веку и обновљен у 18. веку. Црква има портал на северној страни, са степеницама и улазом са истока. Портал је имао и западни улаз, који више не постоји. Положај портала у централном делу зида, а не у западном, такође није типичан за архитектуру XI - XII века.
Зидови су од тесаних квадрата, који нису сачувани на јужној фасади, где су у 18. веку замењени опеком. Оригинални зидови су остали на источној и северној страни, доњи део западне и источни део јужне стране. У 18. веку настао је и улаз на јужном зиду.
Спољни украси цркве, традиционални грузијски резбарије, карактеристични су за грузијско златно доба 11. и 12. века. Највише очувана источна фасада са три апсиде и северна фасада са порталом садрже декоративне камене гравуре. Ромбичне розете и конвексни архитрави су мотиви који се уобичајено користе у црквеној декорацији тог периода. Међутим, недостаје и карактеристична архитектура осим пролаза портала. Архитрав централне апсиде има орнаментисан крст. Украси су генерално неповезани, прилично шематски и минијатуризовани, што су карактеристике стила 13. века.
Унутрашњи мурали нису сачувани. Међу разним иконама једна, под називом „100.000 мученика“, говори о трагичном догађају који се догодио у Тбилисију 1226. године. Град су заузеле трупе Кваразм- шаха, Џалал ад-Дина . Наредио је да иконе из цркве Сиони буду бачене на мост Метехи, а грађани Тбилисија да их згазе или им одрубе главу. Црквено предање говори о 100.000 становника, који нису послушали и били погубљени. Главе су им плутале низводно од реке Куре.

## Историја
Усмено предање приписује изградњу цркве краљу Вахтангу I Горгасалију у 5. веку, који ју је подигао као своју дворску цркву, или његовом сину Дачију у 6. веку, иако о томе не постоје ни археолошки ни писани докази. Иста традиција ставља гроб Св. Сузане у црквену сакристију. Међутим, ниједна студија то још није потврдила. Неки аутори из 19. века чак помињу тачну годину, 455, када је цркву основао Вахтанг.

Име „Метехи“ се први пут помиње у грузијским средњовековним хроникама у вези са гушењем побуне против краља Димитрија I 1132. (или 1145) и погубљењем еристави Иване Абулетисе, којa је сахрањенa у „Метехију“. Мада, нејасно је која се црква помиње. Осим у Тбилисију, црква Успења се такође налази у малом селу Метехи.
Други помен се односи на Битку код Шамкора 1195. (или 1200. године), када је краљица Тамара, након што је послала трупе, „...скинула ципеле и боса стигла у цркву Успења у Метехију“. По томе што се у Тбилисију налазила краљевска палата, често се претпоставља да је црква Метехи ту била већ крајем 12. века. У међувремену, друге чињенице из грузијске хронике додатно збуњују ситуацију. Војска пре поласка у битку била је сакупљена у „Сомкхитију“, односно у региону Доњег Картлија, и тамо је била присутна Тамар. Након што је послала трупе, отишла је до цркве у Тбилисију, што би било немогуће учинити босонога. Даље, каже се да је „отишла у цркву Вазнесења у Вардзији и помолила се пред Богородицом од Вардзије... и послала трупе из Вардзије, стојећи тамо боса."
Ако је црква Метехи била тамо, уништена је 1235. током инвазије Монгола, а поново је изграђена између 1278. и 1289. године, за време владавине Димитрија II. Трећи помен у Грузијским хроникама говори да је „краљ... саградио манастир у палати Исани за Девицу Марију од Метехија. Исани је првобитно име насеља на левој обали реке Мтквари на високој литици у којој се налазила краљевска палата, па је ово најраније јасно помињање присуства манастира у Тбилисију на литици Метехи. Бар до краја 14. века подручје око манастира је још увек било прекривено шумама, што се закључује из повеље Метехијске цркве из 1398. године: „. . . Манастир Богородице Метехи у Авлабару, са својим имањем и припадајућим авлабарским шумама“.
За време владавине Вахтанга V, 1658. године, црква је постала складиште за барут. Манастир је напуштен у истом веку. Његов први приказ такође потиче из истог времена од стране француског путника Жана Шардена (1671).
Тврђаву је заједно са црквом одузео Турцима Ираклије II 1748. године. Резбарење на јужној фасади говори о овом догађају: „Краљ Ираклије II jе силом отео ову тврђаву од непријатеља, вођен Христовим Крстом као штитом. Ослободивши цркву, претворио је у своју дворску цркву. Таква су дела Христољубивог цара. У славу Бога и цара Ираклија“.
Након укључивања Грузије у састав Руске империје, тврђава је постала затвор, а затвореници су изгребали своја имена на фасади цркве.
Почетком совјетске ере, 1921. године, на том месту је био логор НКВД-а. Овде су редовно вршена погубљења затвореника. Утврђења су порушена 1937. године, а планирано је и рушење цркве, али је због протеста локалног становништва успела да опстане. Током 1940-60-их година црква је функционисала као остава за збирке Народног музеја уметности, а цео источни део унутрашњости био је одвојен дебелим зидом. 1974. године зид је срушен и црква је претворена у омладинско позориште. Имао је бекстејџ у јужном делу ентеријера, сцену испод куполе, окружену амфитеатром са 100 места. Коначно, црква је враћена на богослужење 1988. године.
Прва свеобухватна мерења и квалитетне цртеже и фотографије цркве направила је група научника, коју је предводио Вахтанг Беридзе 1942. и наредних година. Резултати, укључујући опис црквене историје и анализе, састављени су у монографији Беридзеа и др. (1969).